# António Segunda Amões
António Segunda Amões (Camela Amões, 20 de fevereiro de 1969 — Joanesburgo, 4 de Dezembro de 2020), mais conhecido com Segunda Amões foi um engenheiro, empresário, filantropo e multimilionário angolano, detentor de inúmeras empresas espalhadas por diversos países, como Angola e África do Sul. 
Estava, desde 2014, a implementar, com meios e recursos próprios, um projecto de desenvolvimento humano e do meio rural na província do Huambo, em Angola, com a reforma e requalificação da sua aldeia natal, Camela Amões.  

## Biografia
Nasceu a 20 de Fevereiro de 1969, na aldeia Camela Amões, comuna do Chiumbo, município do Cachiungo, Angola, filho de Moisés Amões, comerciante e Rosa Navio, camponesa. Segunda Amões é o quarto filho de sete irmãos.
Passou parte da infância entre as províncias do Huambo e do Cuando-Cubango, onde fez o ensino primário, secundário e médio. Frequentou, de 1986 a 1991, na ex-União Soviética, na cidade de Baku, o ensino superior, onde se formou em geologia e petróleos. É religioso, casado e pai de oitos filhos. 

### Carreira empresarial
A caminhada para o mundo empresarial começa em 1979, quando o seu irmão mais velho, Faustino, foi transferido para o Cuando-Cubango e abriu, nessa província, a alfaiataria Wapossoka. Segunda Amões, como jovem curioso, juntou-se, anos mais tarde, ao irmão e, muito cedo, transformou-se no ajudante que, na ausência dele, tomava conta do negócio. A partir daí, nunca mais parou até conseguir, por meio de inúmeras dificuldades, erguer um dos maiores grupos empresariais do país.

### Formação do grupo empresarial ASAS
Segunda Amões, depois de concluir o ensino superior, em geologia e petróleos, fundou, em 1991, a Angostrói, ligado à construção civil e à engenharia pública. A empresa, nos primeiros anos de actividade, chegou a ser líder de mercado, com obras de recuperação de infra-estruturas provinciais, em diversas partes do território nacional, chegou a ter filiais em dez províncias e com perto de dois mil colaboradores. Os governos do Moxico e do Huambo chegaram a ser os maiores solicitadores de serviços da Angostrói.
Em 1997, com o crescimento do mercado e visando aglomerar o conjunto de empresas que detinha, como Soatel, Salovil, Seryl, entre outras, fundou o Grupo ASAS, que passou a ser o presidente do conselho de administração.
O Grupo ASAS passou a ser proprietário de vários empreendimentos, ligados ao imobiliário, transporte, equipamentos, viaturas pesadas de construção, banca, seguros e saúde, gerando uma receita anual acima dos duzentos milhões de dólares americanos.
Na África do Sul constitui, em 1998, a CSA – Chilingutila Segunda Amões, uma empresa vocacionada a investimentos, participações e gestão de activos, nos mais variados ramos de negócios, como hotelaria, imobiliária e banca. Segunda Amões garantiu ter um património e activos avaliados em mais de dois biliões de dólares americanos.[carece de fontes?]

### Filantropia
Criou a Fundação António Chilingutila Segunda Amões que realiza acções de filantropia em várias partes de Angola.[carece de fontes?]

#### Projeto Camela Amões
Em 2014 Segunda Amões decidiu desenvolver um projecto de carácter social na sua aldeia natal. Camela Amões, com um investimento a rondar os 400 milhões de dólares.
A pretensão era de construir, na Aldeia Camela Amões, numa extensão de 40 mil hectares, 2.500 casas, de três tipologias, tipo A, vivendas, T3 e T4 para os técnicos que trabalham no projecto, nomeadamente professores, engenheiros, enfermeiros, pedreiros, canalizadores, electricistas e outros profissionais.
O objectivo do projecto era de, nos 50 anos seguintes, reformar as aldeias do país, com base num exemplo-piloto, que está a ser implementado na aldeia Camela Amões. A proposta foi apresentada ao Governo e a sociedade angolana.
Segunda Amões mandou construir, em Camela Amões, escolas do I e II ciclos, creche, igrejas e centro médico, na intenção de que crianças não tivessem de percorrer longas distâncias para ir à escola. Centenas de crianças, que vivem na aldeia Camela Amões e arredores, foram acolhidas nos projetos do empresário, sendo que algumas foram enviadas à província de Luanda para darem continuidade aos estudos médios e superiores.[carece de fontes?]

#### Apoio à selecção de futebol
O empresário Segunda Amões ofereceu 400 dólares a cada um dos jogadores e membros da equipa técnica da "Seleção dos Palancas Negras" pela prestação na Taça COSAFA e o apuramento para o CHAN, que foi realizado no Quénia. Os prémios foram entregues numa cerimónia testemunhada pelo vice-presidente da Federação Angolana de Futebol (FAF) para as Selecções Nacionais, Adão Costa.

### Militância política
Segunda Amões era militante activo do Movimento Popular de Libertação de Angola (MPLA), partido governante em Angola. Na África do Sul, onde tem escritórios, chegou a ser o primeiro secretário do MPLA, desenvolvendo trabalho de sensibilização junto da comunidade angolana, residente neste país africano, da necessidade de investir em Angola e elevar o espírito patriótico.[carece de fontes?]

## Morte
Morreu aos 51 anos, a 4 de Dezembro de 2020, na Mediclinic Morningside, em Sandton, arredores de Joanesburgo, África do Sul, vítima de complicações relacionadas a um acidente cardiovascular.

## Vida privada
Segunda Amões foi casado com Maria Augusta Ferreira Amões, por 30 anos. O casal conheceu-se em 1986, quando estudavam na então União Soviética, na cidade de Bacu. A esposa formou-se em petróleo e gás.[carece de fontes?]
Um dos seus irmãos mais-velhos, Valentim Amões, também era empresário e atingiu um lugar no Comité Central do MPLA, com o voto de qualidade do então presidente do partido, José Eduardo dos Santos.[carece de fontes?]